# Ährige Scheinhasel

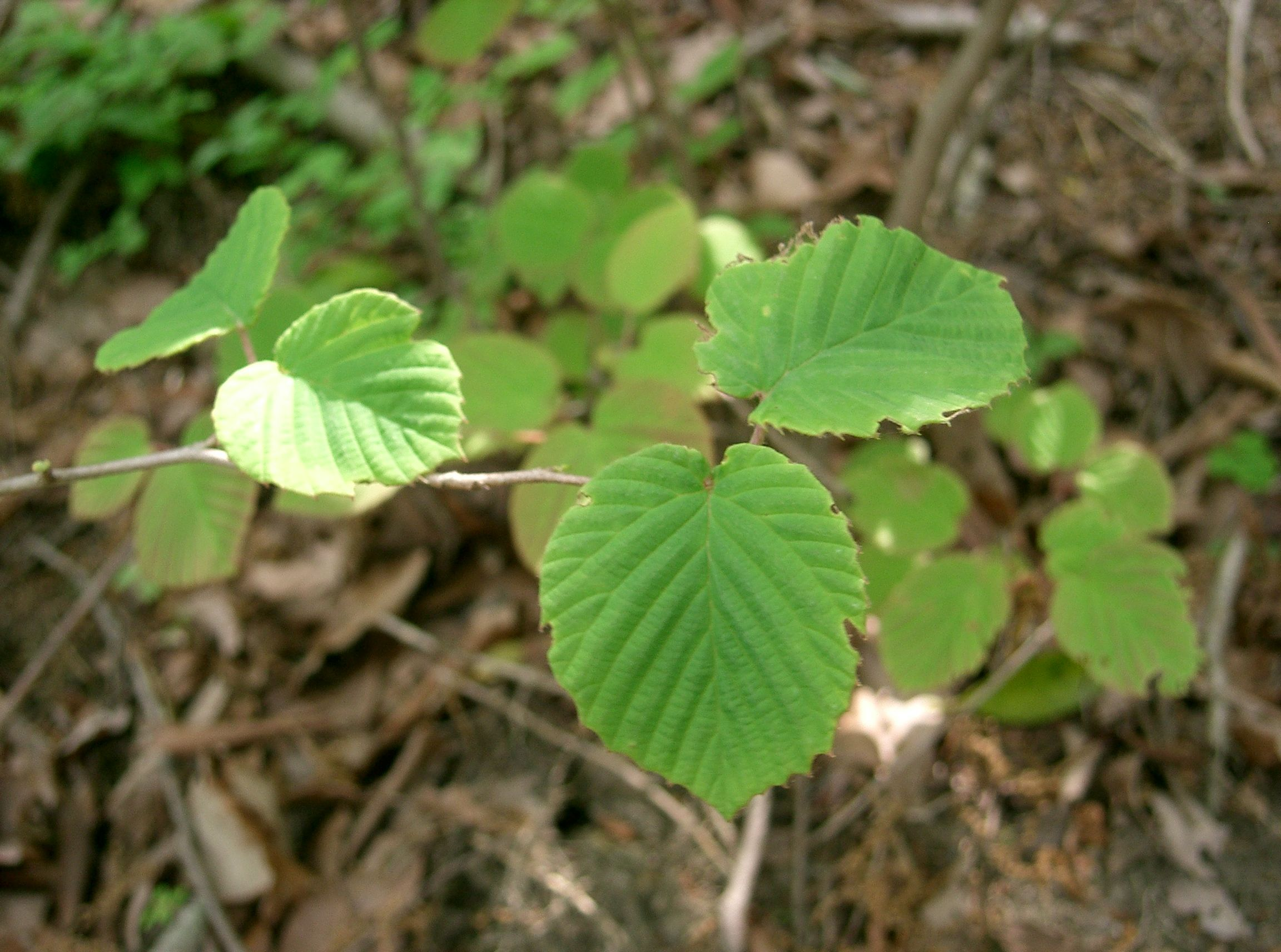
Blätter

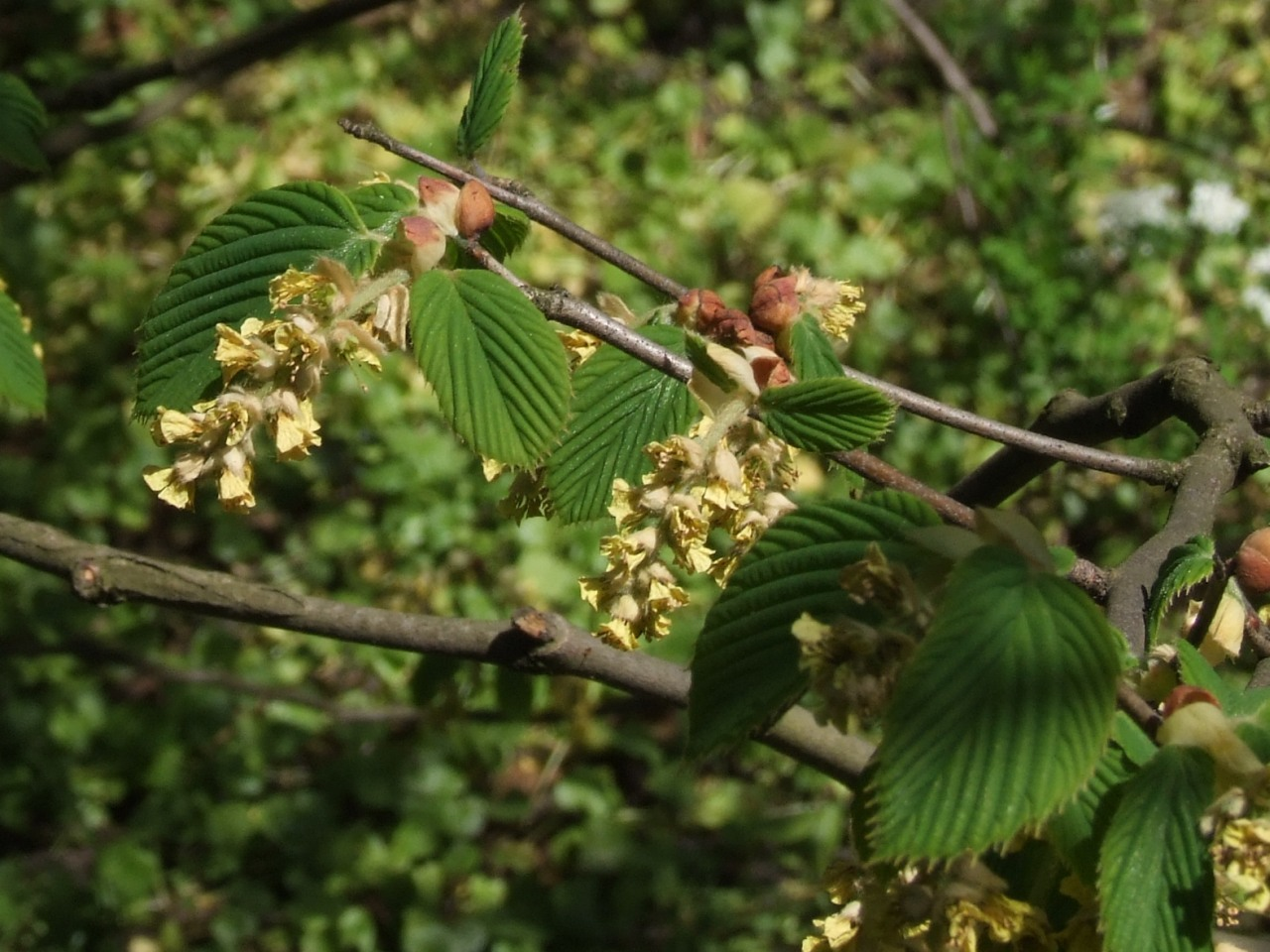
Zweig mit Blättern und Blütenständen

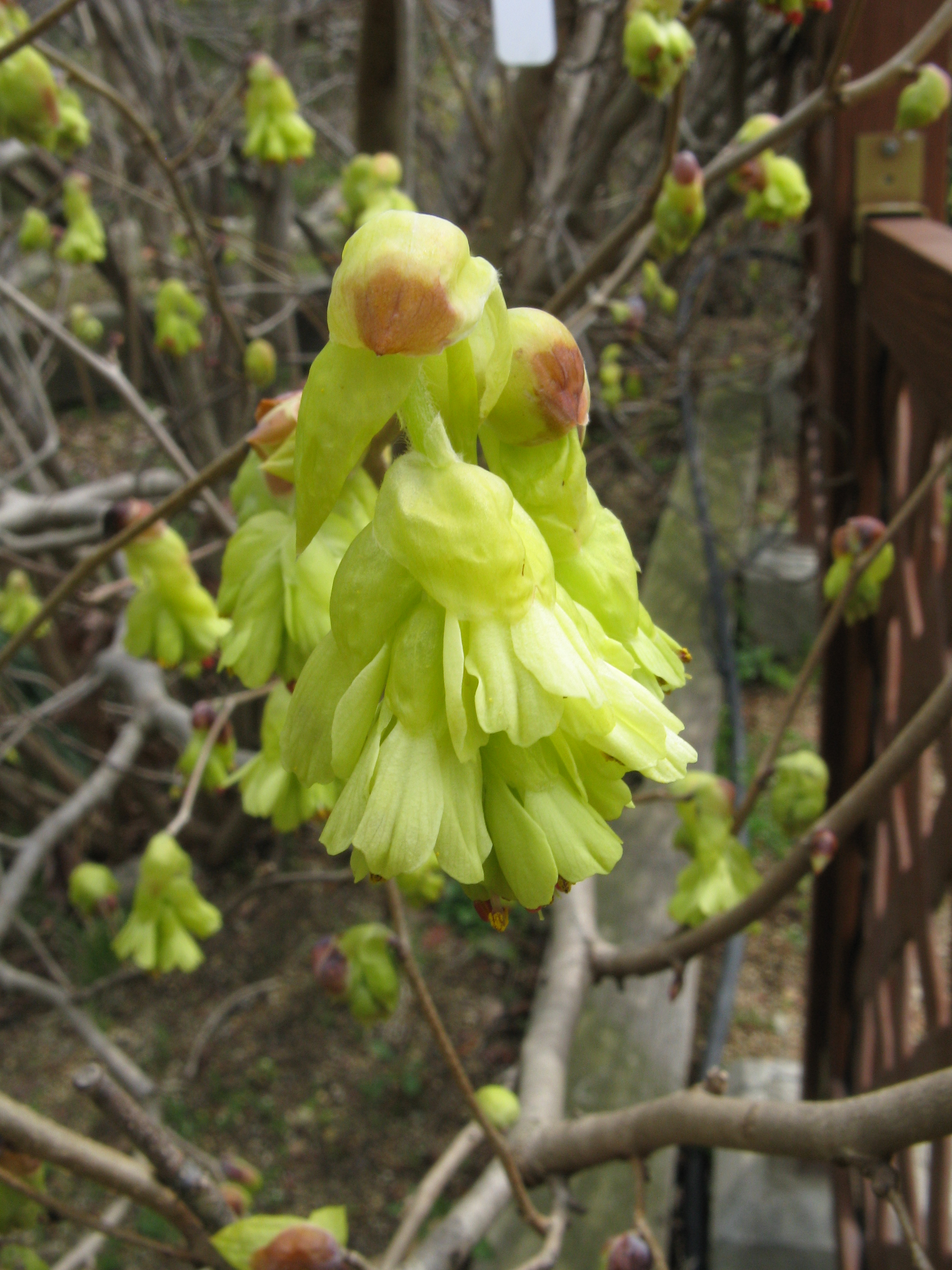
Blütenstand

Die Ährige Scheinhasel oder Ährige Blumenhasel (Corylopsis spicata) ist ein hellgelb blühender Strauch aus der Familie der Zaubernussgewächse (Hamamelidaceae). Das natürliche Verbreitungsgebiet der Art liegt in Japan. Sie wird häufig als Zierstrauch verwendet.

## Beschreibung
Die Ährige Scheinhasel ist ein bis zu 2 Meter hoher Strauch mit behaarten Trieben. Die Laubblätter sind in Blattstiel und Blattspreite gegliedert. Der Stiel ist 1 bis 2,5 Zentimeter lang und wollig behaart. Die Blattspreite ist einfach, eiförmig oder elliptisch bis verkehrt-eiförmig, zugespitzt, mit herzförmiger oder abgerundeter Basis und fein borstig gezähntem Blattrand. Es werden sechs bis sieben Nervenpaare gebildet. Die Blattunterseite ist blaugrün und behaart.
Die Blütenstände sind 2 bis 4 Zentimeter lange Ähren aus sieben bis zehn Blüten und einer behaarten Blütenstandsachse. Die basalen Tragblätter sind rötlich grün und kahl. Die Tragblätter der Einzelblüten sind meist behaart. Die hellgelben Kronblätter sind verkehrt eiförmig. Die Staubblätter sind purpurn. Die Ährige Scheinhasel blüht selten schon im Februar, meist von März bis April.
Die Chromosomenzahl beträgt 2n = 72.

## Vorkommen und Standortansprüche
Das natürliche Verbreitungsgebiet liegt in Japan auf der Insel Shikoku. Die Ährige Scheinhasel wächst in kühlfeuchten Wäldern auf durchlässigen, frischen bis feuchten, sauren bis neutralen, sandig- oder kiesig-humosen, mäßig nährstoffreichen Böden an lichtschattigen, wintermilden Standorten. Die Art ist frostempfindlich und meidet Böden mit höherem Kalkgehalt.

## Systematik
Die Ährige Scheinhasel (Corylopsis spicata) ist eine Art aus der Gattung der Scheinhaseln (Corylopsis) in der Familie der Zaubernussgewächse (Hamamelidaceae). Dort wird sie der Tribus Corylopsideae in der Unterfamilie Hamamelidoideae zugeordnet. Philipp Franz von Siebold und Joseph Gerhard Zuccarini haben die Art 1836 in der  Flora Japonica erstbeschrieben. Der Gattungsname Corylopsis leitet sich von Corylos, dem Gattungsnamen der Haseln, und vom griechischen Wort „opsis“ für „Aussehen“ ab. Er entspricht damit dem deutschen Namen Scheinhaseln und verweist auf die Ähnlichkeit von Laubblättern und Blütenständen mit denen der Haseln. Das Artepitheton spicata stammt aus dem Lateinischen und bedeutet „ährenförmig“.

## Verwendung
Die Ährige Scheinhasel wird häufig wegen der dekorativen und duftenden Blüten und der eindrucksvollen Herbstfärbung als Zierstrauch verwendet. Ähnlich wie Garten-Forsythien und Zaubernuss blüht sie bereits von Spätwinter bis Frühjahr und wird daher gerne in Hecken verwendet.

## Nachweise